# 573
573 (DLXXIII) var ett normalår som började en söndag i den julianska kalendern.

## Händelser

### Okänt datum
- Slaget vid Arfderydd (eller Arderydd) utkämpas enligt Annales Cambriae i nuvarande Skottland.
- Kejsarinnan Aelia Sophia blir regent i bysantinska riket som ställförträdar för sin sjuke make; hon regerar till 578.

## Födda
- Abu Bakr, den förste kalifen.

## Avlidna
- Narses, bysantinsk general.
- Alboin, langobardisk kung